# Palazzo del Pero
Palazzo del Pero è una frazione del Comune di Arezzo, situata a 10 km dalla città in direzione Sansepolcro, ed è il capoluogo dell'omonima Circoscrizione 6 che comprende anche le frazioni di Pieve a Ranco e Rassinata.
Il territorio della Circoscrizione è molto esteso ma poco popolato e presenta caratteristiche ambientali e climatiche diverse dal resto del Comune in quanto semi montane.
Il territorio della frazione è ricco di testimonianze storiche dal discreto valore architettonico come la Pieve di San Donnino a Maiano, la Badia di San Veriano, il Castello di Ranco e molti altri ancora, tutti inseriti in siti paesaggistici particolari e di pregio.
Il territorio della frazione è attraversato dal tratto della S.G.C. due mari Grosseto-Fano che congiunge Arezzo con Monterchi, la SS73 var.

## Clima
Dati:https://www.sir.toscana.it/
| Palazzo del Pero   | Gen  | Feb  | Mar  | Apr  | Mag  | Giu  | Lug  | Ago  | Set  | Ott  | Nov  | Dic  |
| ------------------ | ---- | ---- | ---- | ---- | ---- | ---- | ---- | ---- | ---- | ---- | ---- | ---- |
| T. max. media (°C) | 8,8  | 9,7  | 13,1 | 17,3 | 21,7 | 25,6 | 28,6 | 28,4 | 25,0 | 19,8 | 14,2 | 10,1 |
| T. min. media (°C) | -2,7 | -2,1 | 0,9  | 4,4  | 7,6  | 10,9 | 13,4 | 13,2 | 10,5 | 6,4  | 2,5  | -1,2 |

## Infrastrutture e trasporti

### Ferrovie
Dal 1886 al 1945 era in funzione anche la Ferrovia Appennino Centrale a scartamento ridotto che partiva da Arezzo e arrivava fino a Fossato di Vico e a Palazzo del Pero aveva la sua stazione ferroviaria.